# Автомобильный спорт в СССР
Автомобильный спорт в СССР — спортивные состязания на автомобилях различного класса и классификаций, проводившиеся в СССР, в период с 1922 по 1991 годы.

## История

### 1920—1930-е годы
До Февральской и Октябрьской революции в Российской империи проводились состязания по автоспорту, в том числе международного уровня и с участием автомобилей русских производителей. Однако Первая мировая война и последующие крупнейшие политические события в стране заставили забыть об автоспорте на почти два последующих десятилетия.
В первое десятилетие Советской власти автоспорт признавался бесполезным дорогостоящем буржуазным развлечением, к тому же автомобильная промышленность СССР того времени была во-многом кустарной и малочисленной. Всё сводилось лишь к автопробегам демонстрирующим больше пропагандистскую составляющую, нежели настоящий автоспорт.
По-настоящему к автомобильному спорту в СССР стали возвращаться лишь ко второй половине 1930-х годов и с условием, что спортивные автомобили будут не только приносить победы, но и станут испытательными стендами для новых конструктивных решений. Особенно это касалось спортивных команд советских автозаводов (ГАЗ, ЗИС). Некоторые любители и энтузиасты в 1930-х годах пытались строить самодельные гоночные автомобили, порой из списанных и сильно изношенных узлов и агрегатов серийных легковых автомобилей.
К одному из первых советских спортивных автомобилей условно можно отнести ГАЗ-А-Аэро построенный конструктором Алексеем Осиповичем Никитиным в 1934 году. В гонках и заездах он не участвовал, но на его кузове обтекаемой формы были проведены, первые в СССР, исследования аэродинамических свойств. В 1937 году в инициативном порядке в Центральном автомобильном клубе спорта в Москве (ЦАКС) инженер В. И. Ципулин на шасси ГАЗ-А построил спортивный автомобиль получивший условное обозначение ГАЗ-ЦАКС. Это был уже настоящий спортивный болид с открытыми колесами, с форсированным до 60 л. с. двигателем позволявшим развивать максимальную скорость в 131 км/ч. Увы, довести до ума ГАЗ-ЦАКС не удалось. В том же 1937 году Ципулина арестовали, а спустя три года он был расстрелян.
Горьковский автомобильный завод имени. Молотова (ГАЗ) в 1938 году представил спортивный автомобиль ГАЗ-ГЛ-1, во многом схожий с ГАЗ-ЦАКС, но выполненный куда более профессионально и на шасси легкового автомобиля ГАЗ М1. В 1940 году он был доработан, в частности на кабину был установлен колпак-обтекатель для лучших аэродинамический свойств. На Заводе имени Сталина (ЗИС) в инициативном порядке к 20-летию комсомола был создан спортивный двухместный автомобиль с кузовом родстер ЗИС-101 «Спорт» или ЗИС-Спорт, автомобиль во-многом прогрессивный: как в плане дизайна, так и техники. Например на нём впервые в СССР была применена гипоидная главная передача. Увы дальнейшего развития он не получил, а один единственный экземпляр до нашего времени не дошёл.
Автомобильные состязания проводились в то время нерегулярно и в основном по категории классических линейных гонок на серийных автомобилях (ГАЗ М1 или ЗИС-101) по общедоступным шоссе. Каких-либо специальных гоночных трасс и треков в СССР тогда не существовало. Определённые технологические трудности не позволяли развивать автоспорт в 1930-х на должном уровне. Например в СССР того времени не было автомобильных шин рассчитанных на максимальную скорость свыше 150 км/ч, не хватало в достаточном количестве свечей и карбюраторов, алюминия для производства легких спортивных кузовов. Начало Великой Отечественной войны вовсе прервало развитие автоспорта в СССР на долгие пять лет.

### 1940—1960-е годы
Практически сразу же после войны, начинается восстановление автоспорта в стране. В 1946 году строится один из первых рекордных советских автомобилей «Звезда». Он был разработан и построен в ЦКБ Главмотовелопрома при участии конструктора и автогонщика Александр Ивановича Пельтцера (брата известной советский актрисы театра и кино Татьяны Ивановны Пельтцер). На «Звезде» использовались узлы и агрегаты от трофейного немецкого мотоцикла DKW WL350. На заездах автомобиль показал скорость 139,643 км/ч, что для автомобилей с двигателем в 350 см³ было вполне приемлемо. Позднее были построены следующие модели серии «Звезда».
Не обошли вниманием советские конструкторы и зарубежный опыт, в частности разработки немецких конструкторов в области гоночных автомобилей. В СССР в качестве трофея был привезен образец гоночного автомобиля фирмы Auto Union Typ 650 бывшего лидера в гоночных состязаниях Европы конца 1930-х. На его основе был сконструирован схожий по своим характеристиками гоночных болид «Сокол 650». Возобновились и продолжились линейные заезды, с участием новых серийных автомобилей Москвич-400 и ГАЗ М20 «Победа». При этом заводские команды ЗИС, ГАЗ и ЗМА начали работу над собственными спортивными и гоночными автомобили, в результате чего к началу 1950-х появились такие модели автомобилей как ЗИС-112, Победа-Спорт и Москвич-404 «Спорт». Регулярно начали проходить линейные заезды на этих спортивных автомобилях по участкам Минского шоссе. К началу 1950-х участников стали делить на классы по объёму двигателя: до 1500 см³, до 2500 см³, до 3500 см³. С 1958 года стали регулярно проводиться Всесоюзные спартакиады по техническим видам спорта, каждая из них проводилась в течение нескольких месяцев и даже лет, включала в себя несколько различных видов авто- и мотоспорта, основное внимание уделялось командной борьбе между представителями союзных республик. По официальным данным, число участников только автомобильных соревнований измерялось сотнями тысяч спортсменов (!), главным образом любителей (например, более 360 тысяч в 1961-м). Правда, включая представителей автомодельного спорта.
Кроме автомобилей автозаводов многие энтузиасты подключились к созданию своих гоночных и рекордных автомобилей. Так в 1951 года начальником транспортного цеха Харьковского завода транспортного машиностроения И. Я. Помогайбо был сконструирован рекордный автомобиль «Дзержинец» названный в честь одноимённого ДСО за который тот выступал. Позднее этим же конструктором был построен и ряд рекордных автомобилей «Авангард». Энтузиастами Харьковского автодорожного института (ХАДИ) под руководством В. К. Никитина был построен ряд рекордных автомобилей «Харьков». В будущем при ХАДИ была создана лаборатория скоростных автомобилей (ЛСА) которую возглавил всё тот же Никитин. Ещё одним харьковчанином Г. Т. Поповым сконструирован рекордный автомобиль «Шахтёр», а чуть позднее и «Шахтёр-2». Большое внимание автоспорту в СССР начинает уделять и ДОСААФ.
К середине 1950-х получают широкое распространение «кузовные» спортивные автомобили, то есть, построенные на доработанных под гоночные соревнования шасси или агрегатах серийных легковых автомобилей, но с оригинальными открытыми или закрытыми двухместными кузовами. Такие автомобили строили как профессиональные автомобилестроители (ЗИС, ГАЗ, ЗМА), так и многочисленные энтузиасты: в основном работники автомобильного транспорта, представляющие свои организации: автомобильные заводы, автобазы, таксопарки и так далее. Среди таких автомобилей были: автомобили серии КВН (по инициалам конструктора В. Н. Косенкова), «Минск», МАЗ-1500, «Асуминьш», «Киев», «Ленинградка», «Москва» и другие. В это же время начинается сооружение и первых трасс для автоспорта. Первые из них, например, Большое Минское кольцо, представляют собой обычные отрезки дорог общего пользования. Но уже к началу 1960-х появляются и специальные кольцевые трассы, а вместе с ними и кольцевые автогонки, в том числе и чемпионаты СССР. Из наиболее известных трасс можно вспомнить Малое Минское кольцо (Боровая), трассу вокруг стадиона Лужники (Москва), Невское кольцо, Межапарк (Рига) и другие. С начала 1960-х появляются и новые видны автоспорта, картинг и автокросс на грузовых автомобилях. Продолжались заезды на рекордных автомобилях. Для этого в 1960—1963 годах использовался участок солёного озера Баскунчак в Астраханской области. В 1961 году был представлен рекордный автомобиль «Пионер-2» с газотурбинной силовой установкой. В 1962 году он показал рекордные для СССР 306,6 км/ч на дистанции 1 километр со старта, год спустя 311,4 км/ч. Начало 1960-х называли «золотым» веком советского автоспорта, тогда на трибунах автогонок порой собиралось более сотни тысяч зрителей.
Развитие автоспорта требовало наладить серийное производство гоночных автомобилей. С 1958 года начинается серийное производство таких автомобилей. Эти болиды получают имя собственное «Эстония», поскольку производятся на Таллинском опытном авторемонтном заводе (ТОАРЗ). Для них используются узлы и агрегаты как отечественных автомобилей, так и зарубежных: например двигатели Wartburg (ГДР) и гоночные шины Barum (ЧССР). Тираж выпуска достигает полсотни экземпляров в год. Энтузиасты, такие как конструктор В. Шахвердов также продолжают постройку гоночных автомобилей и принимают на них участие в соревнованиях. Завод МЗМА выпускающий автомобили «Москвич» также создаёт свою заводскую спортивную команду и строит ряд гоночных автомобилей: «Москвичи» гоночной серии «Г». К 1960-м годам автоспорт в СССР приобретает широкий размах. В 1960 году в СССР появляется и собственная «Формула-1», которая, правда отличалась от зарубежной. В 1956 году СССР был принят в FIA (Международную автомобильную федерацию), что давало право советским автогонщикам принимать участие и в зарубежном автоспорте. В 1958 году впервые советская команда завода МЗМА принимает участие в международных ралли «Тысяча Озёр» в Финляндии, где советская команда на автомобиле Москвич-407 занимает третье командное место, экипажи в личном зачёте расположились за пределами топ-15 из 48-ми финишировавших. В 1963 году команда МЗМА участвует в ралли Акрополис в Греции, уже через год, на ралли Монте-Карло. В 1968 году автомобили «Москвич» принимают участие в марафоне «Лондон-Сидней», а уже в 1970-м в ралли «Лондон-Мехико». Участие советской команды на отечественных автомобилях привлекает внимание зарубежной прессы, а также дилеров, в результате чего существенно улучшается и увеличивается экспорт советских легковых автомобилей за рубеж.
В конце 1960-х годов в советском автоспорте происходит ряд изменений. Так в 1967 году ликвидируется класс «кузовных» гоночных автомобилей. Планируется участие советской команды в международных соревнованиях «Формулы-1», (не осуществленные). Строятся новые гоночные трассы, появляются новые автомобили для участия в автогонках. С 1971 года участие в ралли начинают принимать автомобили нового Волжского автозавода (ВАЗ).

### 1970—1990-е годы
В 1970-е годы продолжается развитие отечественного автоспорта. Ещё с середины 1960-х годов гонщики из стран социалистического содружества начинают проводить в нескольких разных дисциплинах (ралли, кольцевые гонки, картинг) так называемый Кубок Дружбы социалистических стран, к которому вскоре присоединяются автоспортсмены из СССР. Проводятся автомотоспортивные спартакиады, появляются и национальные чемпионаты, например, Эстонской ССР, Украинской ССР, а также чемпионаты регионального значения Минской области, Ленинграда и так далее. В 1971 году советские автогонщики впервые вышли на старт европейского суточного кольцевого автомарафона, дебютной стала гонка 24 часа Спа, с участием 96 экипажей. Спортсмены на «Москвичах-412» заняли последние 16 и 17 места, но успехом был сам финиш в трудной и престижной гонке, с учётом что машины имели минимальное отличие от серийной продукции.
К середине 1970-х требуется создание профессиональной площадки для создания и производства специально подготовленных для автогонок серийных автомобилей. Такими предприятиями становятся Вильнюсский завод спортивных автомобилей (VFTS), эстонский «Вихур». Таллинский опытный авторемонтный завод (ТОАРЗ) продолжает разработку и выпуск новых версий гоночных автомобилей марки «Эстония». ЛСА ХАДИ строит ряд рекордных автомобилей, наиболее интересным из которых является ХАДИ-9 с турбореактивным форсированным двигателем РД-9БФ от истребителя МиГ-19. В это же время ХАДИ пробует себя в создании рекордных электромобилей. С 1970-х годов появляются и первые энтузиасты строящие автомобили-драгстеры, а также багги, причем вторые на узлах и агрегатах в том числе и грузовых автомобилей. Также кроме профессиональных создателей, продолжают строить гоночные автомобили и энтузиасты, в основном при поддержке добровольных спортивных обществ, в которых они состоят. Например, гоночные автомобили Вишнякова, Красовского, Лапина, Саарма, Львова и многих других. По официальным данным, к 1980 году 830 тысяч автомобилистов СССР выполнило разрядные нормативы в технических видах спорта.
В ноябре 1979 года Федерация автомобильного спорта СССР приняла решение запретить участвовать грузовым автомобилям в автокроссе с 1980 года, запрет продлился до второй половины 1980-х. Хотя грузовые автомобили продолжили использовать в автомногоборье, где впрочем они не требовали какой-либо специальной подготовки к соревнованиям. В то же время соревнования на кузовных и формульных автомобилях имели высокую массовость, прежде всего из-за большого количества автомобилей ВАЗ поступающих в спортивные секции по всему СССР, и благодаря тому, что на ТОАРЗ смогли наладить ритмичное производство формул. Активно проводились гонки на Кубок Дружбы, на призы газет и журналов, национальные и всесоюзные чемпионаты. Ряд автозаводов и Научный автомоторный институт (НАМИ) строят спортивные автомобили, такие как «Лада-2108 ЭВА», «Апельсин-1», «Апельсин-2», ВАЗ-29081, ВАЗ-29084 и другие. Так же для ралли завод VFTS в Вильнюсе и VIHUR в Эстонии переоборудовали автомобили ВАЗ, сам АвтоВАЗ, а также заводы АЗЛК, ИЖ, ЗАЗ, ГАЗ, УАЗ создавали спортивные варианты своих моделей разного уровня подготовки. Со второй половины 1980-х лидеры в кузовных гонках (ралли, кольцо, трек) начинают пересаживаться на переднеприводные автомобили. В это же время начинается участие в европейских кольцевых гонках грузовых автомобилей команд заводов МАЗ (с 1987-го), КАМАЗ (с 1988-го) и ЗИЛ (с 1989-го). В 1987 году автоспортсмены СССР на багги дебютировали в командном кубке Европы по автокроссу, а в 1988-м — в чемпионате Европы по этому виду автоспорта, где к ним присоединились и пилоты на кузовных машинах. C 1989 года советские автогонщики начинают садиться за руль спортивных автомобилей иностранного производства. В 1990 году команда завода КАМАЗ впервые стартует в Ралли «Дакар» тремя экипажами. С 1990 года команда завода ВАЗ приняла участие в нескольких сезонах чемпионата Италии по туринговым кольцевым гонкам. В 1991 году впервые советские кольцевики стартовали в престижном европейском турнире по кольцевым гонкам на формулах — Британской Формуле-3.
Автоспортсмены на легковых моделях ВАЗ и АЗЛК добиваются призовых мест на международных соревнованиях, как на проводившихся в СССР, так и на западно-европейских. С 1986 года стали активно проводиться гонки с приглашением спортсменов из Западной Европы: «Ралли LADA» (1986—1987, Таллинн), ралли «Старый Тоомас» (1988—1989, Таллинн), зимние трековые гонки «Звёзды автоспорта» на призы журнала «За рулём» (1989, Москва), этап кубка Европы по автокроссу (1989—1990, Бауска), ралли «Ялта-90» (1990, Крым). В 1990 году в СССР впервые прошёл этап чемпионата Европы по автокроссу, на трассе в латвийской Бауске. С 1990 года в Крыму начинают проводить соревнования по подъёму на холм.
Хотя в целом, к концу 1980-х, на фоне резкого ухудшения положения в СССР, сокращения финансирования, автомобильный спорт в стране постепенно начинает приходить в упадок. Последним сезоном советского автоспорта становится 1991 год.

## Зарубежные гоночные и спортивные автомобили в СССР
Советские автомобильные спортсмены и производители гоночных автомобилей внимательно следили за достижениями мирового автоспорта, кроме того, отечественная промышленность не всегда могла удовлетворить потребности автоспорта, в двигателях, шинах, амуниции и т. д. Фактически одним из первых гоночных автомобилей, на которого на прямую повлиял зарубежный образец, стал «Сокол 650». На одном из первых советских рекордных автомобилей «Звезда» стоял немецкий мотоциклетный двигатель DKW. В 1950-е использование трофейных узлов и агрегатов было не редкостью. С 1963 года по конец 1960-х закупались для нужд советского автоспорта гоночные болиды Формулы-3, восточно-германской марки Melkus, кроме того, на некоторые советские болиды «Эстония» устанавливались двигатели и трансмиссии Wartburg. Случались и единичные закупки зарубежных гоночных болидов или двигателей, в том числе и для изучения их конструкции и сравнительных испытаний. Крупными советскими автоспортивными организациями и клубами, в 1970—1980-е годы, активно закупались и импортные гоночные шины, как чехословацкого производства (Barum), так и производства капиталистических стран (шины Avon, Goodyear и др.), карбюраторы, амортизаторы, светотехнические приборы, смазочные материалы.

## Типы автомобилей
- Гоночные с открытыми колёсами. Специальные одноместные гоночные автомобили с колесами вынесенными из кузова. Первым таким автомобилем построенным в СССР стал «Сокол 650». В СССР массово начали появляться с 1958 года, в основном это были гоночные автомобили марки «Эстония», а также автомобили единичной постройки.
- Спортивные (кузовные) автомобили. Автомобили со специальными двухместными кузовами закрывающими колёса, построенные в основном на базе серийных автомобилей («Москвич», «Победа», «Волга», ЗИС/ЗИЛ, «ЗИМ»). Этот тип автомобилей в Союзе существовал примерно с 1951 (массово с 1957) по 1967 годы. До 1960 года экипаж таких автомобилей состоял из двух человек: водители и механика.
- Серийные (стандартные) автомобили. После ликвидации класса спортивных автомобилей в 1967 году, термин «кузовные автомобили» перешёл к серийным автомобилям. Обычные серийные автомобили подготовленные для участия в шоссейно-кольцевых гонках. Своё развитие получили начиная с первой половины 1960-х годов.
- Рекордно-гоночные автомобили. Специальный тип автомобилей для установления максимально скоростных рекордов на прямых отрезках. Могли быть различного типа: с кузовом с высокими аэродинамическими свойствами и закрытыми колесами, либо с открытыми колесами и кузовом типа «Драгстер». Либо с кузовом особой «самолётной формы» (ХАДИ-9).
- Раллийные автомобили. Специально подготовленные автомобили для раллийных соревнований, как правило на базе обычных серийных автомобилей.
- Карт. Особый тип гоночных автомобилей с открытыми колесами, с относительно низкой скоростью и мотоциклетными моторами, для участия в картинге. В СССР с 1961 года.
- Багги. Особый тип спортивного автомобиля с открытым кузовом из труб различного сечения в своей основе, для участия в автокроссе. В СССР стали появляться с начала 1970-х годов[51].
- Грузовые автомобили. Серийные грузовые автомобили, как правило, средней грузоподъемности (ГАЗ, ЗИЛ), подготавливались для участия в гонках по автокроссу, в Прибалтике они также стартовали в классических ралли. В СССР с 1960-х годов, с 1980 по 1986 годы на этот тип был введен запрет (кроме автомногоборья). После запрета грузовики вернулись на трассы автокроссов и прибалтийских ралли, КАМАЗ начал участвовать в международных ралли-рейдах, тягачи МАЗ, КАМАЗ, ЗИЛ начали использовать в международных кольцевых гонках.

## Виды соревнований
- Автомногоборье — проводились с 1960-х годов с использованием асфальтированных площадок, полигонов. Сочеталось несколько видов упражнений, среди которых в обязательном порядке было фигурное вождение, плюс чередующиеся дополнительные испытания, как правило военно-прикладного значения (стрельба из винтовки, метание гранаты и т. п.)[16][52][53].
- Автокросс — проводились как на специально построенных кроссовых автодромах, так и на пересечённой местности.
- Зимние трековые автогонки (Ипподромные гонки) — проводились на беговых дорожках конных ипподромов, иногда трассы создавались на свободных пустырях земли.
- Линейные гонки — были распространены с 1930-х и до конца 1950-х годов. Заезды устанавливались на время и на скорость по прямым участкам асфальтированных трасс.
- Ралли — проводились как раллийные гонки для профессиональных спортсменов, так и любительские ралли.
- Ралли-кросс — проводились на специально построенных кроссовых автодромах.
- Рекордные заезды — проводились на территории загородных шоссе, аэродромов, на специально созданных трассах (проложенных например по территории озера Баскунчак).
- Шоссейно-кольцевые гонки — проводились на кольцевых гоночных трассах, иногда на специальных перекрытых шоссе и городских улицах.

## Классификация автоспорта в СССР
Первоначально в СССР проходили так называемые линейные заезды на трассах и дорогах общего пользования. Но постепенно по мере развития автоспорта, особенно после вхождения СССР в состав Международной автомобильной федерации (ФИА), стали появляться новые классы. Так к 1965 году существовали: группа А и Б, то есть серийные автомобили типа «Волга» и «Москвич». Группу «Г» представляли кузовные спортивные автомобили на узлах и агрегатах серийных автомобилей. Формула 1,2,3,4 и 5 представляли гоночные автомобили с открытыми колёсами и различными объёмами двигателя. Ближе к середине 1970-х Формула-1 была упразднена, а серийные автомобили типа ГАЗ-24 относились к группе 1, класс Х, «Жигули» к классу VII, «Москвичи» к классу VIII. Так же с 1970-х годов действовала и юниорская формула «Восток». При этом Формула-1, как и многие другие классы автогонок являлись национальными (то есть советскими), то есть отличались техническим регламентов от международных классов, а Формула-3 была международной, в частности по этой формуле проводились соревнования Кубок Дружбы, в котором участвовали не только советские спортсмены, но и зарубежные.

### Линейные заезды
1949 год.
Автомобили с двигателями рабочим объёмом:
- До 350 см³
- До 500 см³
- До 750 см³
- До 1200 см³
- До 2500 см³
- До 3500 см³
- Свыше 3500 см³

### Шоссейно-кольцевые гонки
1958 год.
- Группа «А» — спортивные автомобили с объёмом двигателя до 1500 см³.

(автомобили с двигателями «Москвич»)
- Группа «Б» — спортивные автомобили с объёмом двигателя до 3000 см³.

(автомобили с двигателями «Победа» и «Волга»)
- Группа «В» — спортивные автомобили с объёмом двигателя от 3000 см³.

(автомобили с двигателями ГАЗ-12 и ЗИЛ)
- Группа «Г» — гоночные автомобили (с открытыми колесами) всех типов.

1960 год.
- Группа «А» — спортивные автомобили с объёмом двигателя от 3000 см³.
- Группа «Б» — спортивные автомобили. 2300-3000 см³.
- Группа «В» — спортивные автомобили. 1600—2300 см³.
- Группа «Г» — спортивные автомобили. До 1600 см³.

1962 год.
- Группа «А» — спортивные автомобили. До 3000 см³.
- Группа «Б» — спортивные автомобили. До 2000 см³.
- Группа «Г» — серийные автомобили «Волга» и «Москвич»

1963 год.
- Группа «А» — серийные автомобили. От 1500 см³. («Волги»)
- Группа «Б» — серийные автомобили. До 1500 см³. («Москвичи»)
- Группа «В» — все спортивные автомобили.

1964 год.
- Группа «Г» — спортивные автомобили. До 3000 см³.

1966 год.
- Группа «Г» — фактически объединена с Формулой-5

1967 год.
- Группа «Г» — вновь вернулась, но в следующем 1968-м уже не использовалась.

Классы Формул.
- «Формула-1» — Введена в 1960 году. Рабочий объём до 2500 см³. С 1962 года рабочий объём 1500 см³. В 1966 году требования от 1600 до 3000 см³. С 1969 года Формула-1 становится свободной. 1972 год ограничение рабочего объёма до 3000 см³. 1976 год последний год действия Формулы-1 в СССР.
- «Формула-2» — Введена в 1962 году вместо Свободной формулы. В 1963 году переименована в «Формулу-5». В 1966 году новая «Формула-2» (до 1600 см³). 1973 год. Слияние Формулы-2 с Формулой-1. Ликвидация вместе с Формулой-1 после 1976 года.
- «Формула-3» — Введена в 1960 году. Рабочий объём до 500 см³. В 1964 году Формула-4 переименована в Формулу-3 (до 1000 см³), а прежняя Формула-3 стала Формулой «Юниор». В 1971 году поднят рабочий объём до 1200 см³. С 1977 года Формула-3 получает название Формула «Восток».
- «Формула-4» — Введена в 1964 году. Бывшая Формула-3 до 500 см³. 1968 год. Введение новой «Формулы-4». До 350 см/куб. С1977 года переименована в Формулу «Молодежная».
- «Формула-5» — Введена в 1963 году. Являлась переименованием «Формулы-2» или Свободной Формулы. В 1966 году убрана. Введена новая «Формула-5» в 1968 году. Объём до 2500 см³. В 1969 году отменена.

Классификация для серийных автомобилей.
1968 год.
- Класс II — Автомобили ВАЗ. Группа А — верхнеклапанные двигатели (введен в 1971 году)
- Класс III — Автомобили «Москвич». Группа А — верхнеклапанные двигатели. Группа Б — нижнеклапанные.
- Класс V — Автомобили «Волга». Группа А — верхнеклапанные двигатели. Группа Б — нижнеклапанные.

1972 год.
- Группа 1 — минимальные изменения в заводской конструкции не затрагивающие двигатель, трансмиссию или ходовую часть.
- Группа 2 — увеличение рабочего объёма двигателя, повышение степени сжатия, изменения в топливой аппаратуре.
- Группа 4 — изменения без всяких ограничений.
- Класс I — до 1300 см³. («Жигули»)
- Класс II — от 1300 до 1600 см³. («Жигули», «Москвич»)
- Класс III — от 1600 до 2500 см³. («Волга»)

1974 год.
От Класс I — до 500 см/куб до Класс XIII свыше 5000 см³.

## Трассы
Кроме ниже перечисленных специальный гоночных трасс, либо участков шоссе общего назначения, для проведения кольцевых автомобильных соревнований использовались обычные стадионы, ипподромы и просто открытая пересеченная местность (автокросс).

### Трассы для линейных гонок
- Минское шоссе (Московская область)
- Чугуевское шоссе (Харьков)
- Симферопольское шоссе (Запорожская область)
- Житомирское шоссе (Киевская область)
- Полтавское шоссе (Киевская область)
- Выборгское шоссе (Ленинградская область)

### Трассы для кольцевых гонок
- Белорусская ССР
  - Большое Минское кольцо (1955—1960)
  - Малое Минское кольцо (Боровая)
- Грузинская ССР
  - Ваке-Сабуртало (Тбилиси) (до 1967)
  - Рустави (Рустави)
- Латвийская ССР
  - Бикерниеки (Рига)
  - Межапарк (Рига)
- Литовская ССР
  - Валакампяй (Вильнюс)
  - Неманское кольцо (Каунас)
- РСФСР
  - Лужники (Москва)
  - Сокольники (Москва)
  - Невское кольцо (Ленинград) (с 1978 до 1993 года гонки не проводились)
- Украинская ССР
  - «Чайка» (Киев)
- Эстонская ССР
  - Вана-Выйду (Вильянди) (до 1978)
  - Мяо (Пайде)
  - Оякюла-Ванамыйза (Тарту)
  - Сауга (Пярну)
  - Пирита-Козе-Клоостриметса (Таллин)

### Трассы для рекордных заездов
- Баскунчак (Астраханская область) (1960—1963)

## Мотивация автоспортсменов
Важной особенностью соревнований в соцстранах, был большой упор на командные состязания, которым официальные лица и пресса часто уделяли первоочередное значение. В личном зачёте главным образом в качестве призов были почётные грамоты, кубки и медали. Денежные и вещевые призы также практиковались, но как правило размер их был относительно небольшой. Из воспоминаний Ивара Райдама про ралли-кросс Вазалемма в Эстонской ССР:

«Победитель получал цветной телевизор. Помнится, как российский гонщик Гольцов сказал, что ради такого приза он готов гонять где угодно».

## Катастрофы и аварии
- 9 июня 1948 года. Автомобильная катастрофа трофейного гоночного автомобиля Auto Union Typ D 38/39 760 под управлением водителя-испытателя Соколова во время установления рекорда скорости на шоссе под городом Горький. Погибло 18 человек. Большинство — зрители, стоявшие по обочинам дороги. Данная катастрофа крупнейшая в истории автомобильного спорта в СССР по числу жертв.
- Сентябрь 1957 года. Водитель 7-го таксомоторного парка Москвы Леонид Колачев погиб на автомобиле собственной конструкции на чемпионате по кольцевым гонкам на Большом Минском кольце.
- 12 мая 1960 года. Механик 1-го таксомоторного парка Ленинграда Николай Сорочинский погиб на кольцевых гонках на приз открытия спортивного сезона на трассе «Невское кольцо» (Ленинград) на гоночном автомобиле КВН-2500 С.
- 10 мая 1964 года. Работник строительного управления города Каунаса Алоизиас Йорудас погиб во время гонок на приз газеты «Вакаринес нуэнос» на трассе «Валакампяй» в Вильнюсе за рулем спортивного автомобиля.
- 25 апреля 1965 года на трассе возле стадиона Лужники в Москве в гонке в честь 30-летия спортивного общества «Спартак», попадал в смертельную аварию Рудольф Гольдин. Его гоночный автомобиль «Мелькус» на мокрой трассе сорвался с управления и на полной скорости врезался в дерево.
- 9 апреля 1967 года на гоночной трассе "Ваке-Сабуртало" (Тбилиси, Грузинская ССР) во время первенства Тбилиси по гонкам на серийных автомобилях ГАЗ-21 «Волга» краснодарского гонщика Байзета Беджашева вылетела на повороте в толпу зрителей. В результате этого столкновения шесть человек погибло, пятеро получили ранения.
- 2 июня 1968 года. Мастер Таллинского авторемонтного завода Антс Сейлер погиб во время гонок на первенство Прибалтики на трассе Бикерниеки под Ригой за рулем гоночного автомобиля «Эстония-9М»
- 30 мая 1971 года. Антс Вайно, водитель из эстонского города Вяндра, погиб во время чемпионата СССР по кольцевым гонкам на трассе «Боровая» под Минском за рублем гоночного автомобиля «Эстония-15М».
- Лето 1977 года. Гонщик Александр Лебедев погиб на трассе «Невское кольцо» за рулем «Эстония-18», после чего трасса была закрыта.
- 22 мая 1977 года. На трассе «Боровая» погиб минский гонщик Вячеслав Старостенко во время гонки чемпионата Белорусской ССР.
- 1978 год. На трассе «Боровая» погиб эстонский гонщик Тийт Скобелев.
- 2 июня 1978 года. На гоночной трассе Вана-Выйду (окрестности города Вильянди, Эстонская ССР) во время гонок формулы «Восток» на призы спортивного общества «Калев» лидирующая пятерка участников гонки, выходя из «слепого» поворота внезапно обнаружила стоящий на трассе автомобиль сошедшего участника, а по середине медленно едущего кругового. В результате последовавшего завала автомобиль эстонского гонщика Марта Конго врезался в ближайшую трибуну, где стояли зрители. В результате столкновения погибла одна женщина и несколько болельщиков были серьёзно травмированы. После этого гонки на трассе были прекращены. Гонщика Марта Конго осудили на год условно и отстранили от гонок на два года.
- 19 мая 1979 года. Автокросс в Эстонской ССР близ города Элва. Погиб 24-летний эстонский гонщик Сиим Саар в результате пожара его грузового автомобиля ГАЗ-51А.
- 27 мая 1979 года. На трассе «Боровая» во время открытого чемпионата БССР и Литовской ССР разбился литовский гонщик Римантас Кесминас. Спустя несколько дней он скончался.
- 12 июня 1979 года. Владимир Трушин на трассе «Бикерниеки» на тренировке перед чемпионатом СССР, попал в смертельную аварию за рулём автомобиля ВАЗ-21011.[58]
- 2 августа 1981 года. Ралли "Automi suuralli", Эстонская ССР, близ города Выру. Разбился экипаж в составе Виктора Иванова и Котсара Калева на автомобиле ГАЗ-24.[59]
- 5 июня 1983 года. На трассе «Чайка» под Киевом в рамках 1-го этапа Кубка дружбы социалистических стран произошла авария, в результате которой погиб польский гонщик Христиан Гроховский. На 13-м круге он столкнулся с автомобилем эстонского гонщика Тоомаса Напы. В результате столкновения Гроховский потерял сознание, а его автомобиль загорелся. Польский гонщик получил значительные ожоги и скончался в больнице через два дня после происшествия. В статье журнала «За рулём», посвящённой гонке, было упомянуто о данной аварии, но не было сказано о её последствиях[60][61].
- 1985 год. В ходе этапа ралли «Белые ночи» погиб гонщик из Ленинграда Семён Гиндин, разбившись на автомобиле ГАЗ-24.

## Отражение в культуре и искусстве
- Популярным фильмом, посвященным гонщикам заводской команды «АЗЛК», является фильм «Гонщики» снятый на киностудии «Ленфильм» в 1972 году, и рассказывающий о внутреннем мире советских раллийных гонок.
- В 1975 году Литовская киностудия выпустила документальную короткометражку «Оранжевая легенда», посвящённую советскому ралли и Стасису Брундзе[62].
- В драме «Гонки без финиша» 1977 года киностудии «Мосфильм» обыгрываются события, связанные с участием автозавода в большом международном ралли-марафоне.
- Детектив «Ралли» 1978 года, Рижской киностудии, повествующий о том, как гонщики, принимавшие участие в международном ралли оказались в центре криминальной истории с нелегальной переправкой художественных ценностей через границу.
- Комедийный фильм "Двойники" 1982 года, где главные роли участвующего в ралли Таллин-Киев-Симферополь автогонщика Мати Уйбо и певца Тоомаса Аринга исполняет знаменитый певец Яак Йоала.
- Одним из наиболее известных и популярных художественных фильмов посвященных тематике советского автоспорта, и в частности Лаборатории скоростных автомобилей Харьковского автодорожного института (ЛСА ХАДИ), является фильм «Скорость» 1983 года, снятый на киностудии «Ленфильм». В роли рекордного автомобиля «ИГЛА» принял участие настоящий рекордный ХАДИ-9.